# Paolo Goltz
Paolo Duval Goltz, né le 12 mai 1985 à Hasenkamp en Argentine, est un footballeur international argentin, qui évolue au poste de défenseur. 
Il compte une sélection en équipe nationale en 2010. Il joue actuellement pour le club argentin du Boca Juniors.

## Biographie

### Carrière internationale
Paolo Goltz est convoqué pour la première fois par le sélectionneur national Diego Maradona pour un match amical contre Haïti le 5 mai 2010 (victoire 4-0). 
Il compte une seule sélection et zéro but avec l'équipe d'Argentine en 2010.

## Palmarès
- Avec le CA Lanús :
  - Vainqueur de la Copa Sudamericana en 2013

- Avec le Club América :
  - Champion du Mexique en A. 2014
  - Vainqueur de la Ligue des champions de la CONCACAF en 2015 et 2016

- Avec Boca Juniors
  - Championnat d'Argentine : 2018